# 2 juin 1947

## Naissances
- Arne Rolighed, homme politique danois
- Marie-Hélène Breillat, actrice française
- Martin Lamotte, acteur, scénariste et réalisateur français.
- Sonia Robertson, joueuse de hockey sur gazon et de basket-ball zimbabwéenne
- Sandra Chick joueuse de hockey sur gazon et de basket-ball zimbabwéenne
- Giorgio Cagnotto, plongeur italien, spécialiste du tremplin de 3 m
- Mads Gilbert, médecin et homme politique norvégien
- Tommy McLean, footballeur international puis entraîneur écossais
- Benoît Okolo Okonda, enseignant et philosophe congolais

## Décès
- Stepan Petritchenko (né en 1892), révolutionnaire libertaire ukrainien, anarcho-syndicaliste

## Autres événements
- Début de la diffusion de la série télévisée américaine Haine et Passion
- Maurice Roy devient archévêque de Québec
- Sortie américaine du film La Femme sur la plage
- Ian Murray Mackerras devint le premier directeur de l'Institut de recherche médicale de Brisbane